# Werner Salevsky

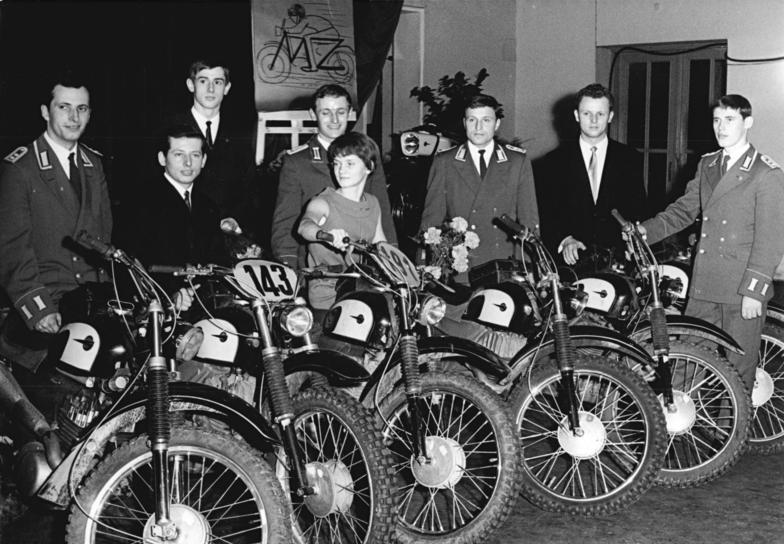
Werner Salevsky (2. von links), Sportler des Jahres 1967 mit der Mannschaft bei den Six Days

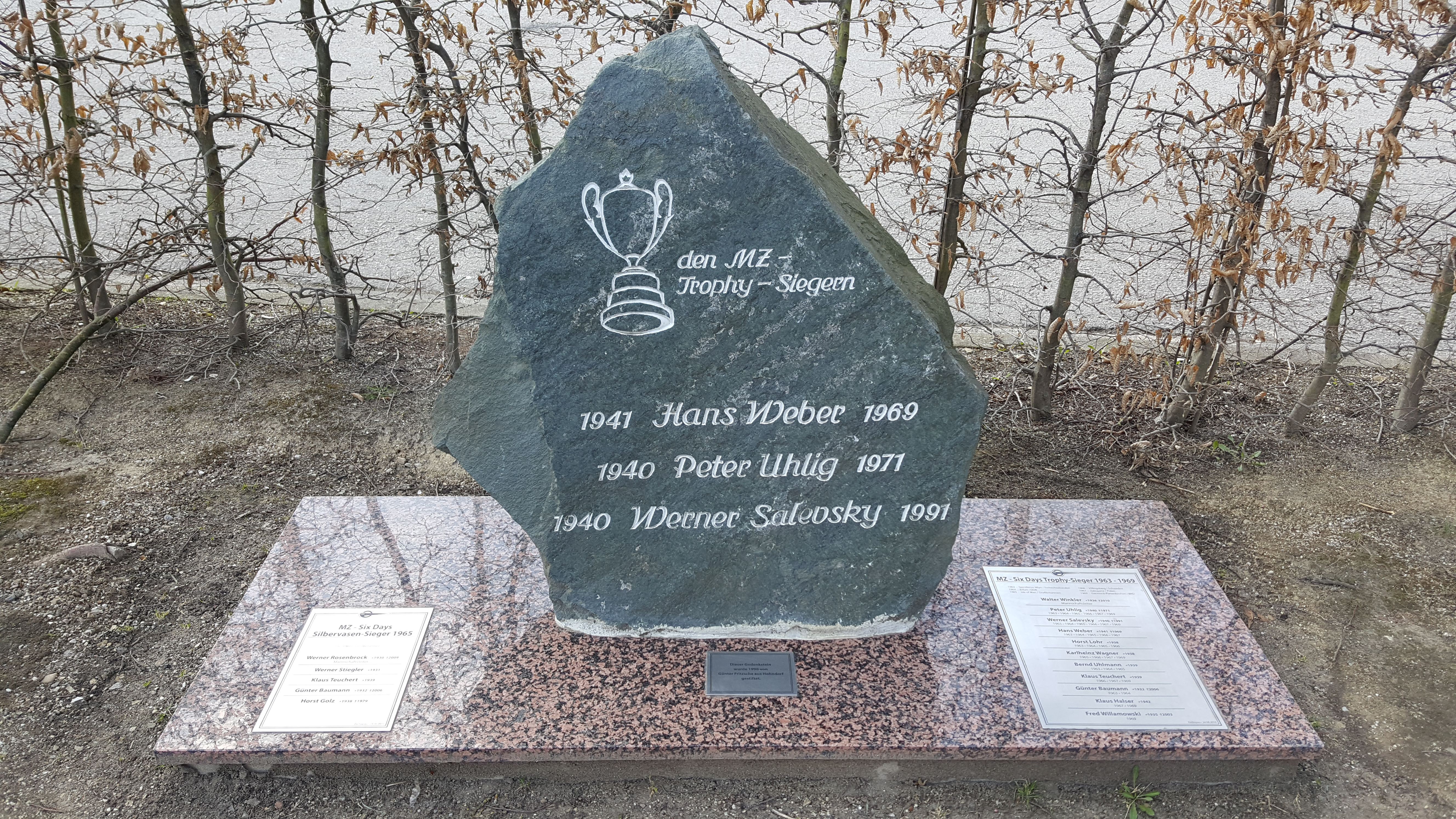
Gedenkstein für die verunfallten Peter Uhlig (1940–1971), Hans Weber (1941–1969) und Werner Salevsky

Werner Salevsky (* 23. Februar 1940 in Drebach; † 7. März 1991 bei Brackley) war ein deutscher Motorradrennfahrer.

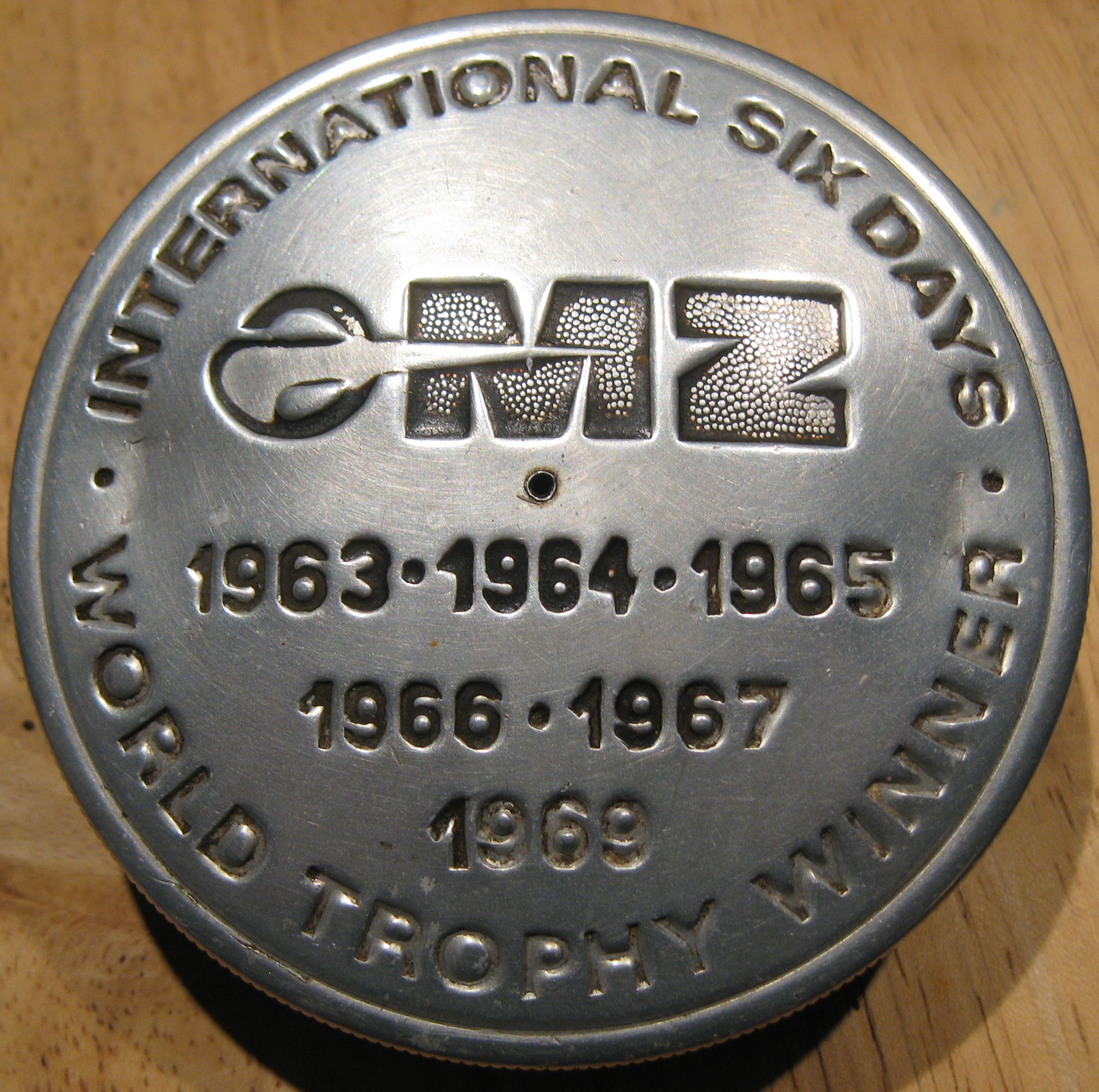
Six Days Erfolge, eingeprägt auf dem Tankdeckel eines MZ-Motorrads

Der gelernte Betriebsschlosser bestritt 1956 bei der internationalen Veranstaltung Rund um Zschopau seine erste Geländefahrt. 1959 wurde er Werksfahrer im VEB Motorradwerk Zschopau. Im gleichen Jahr gewann er die DDR-Meisterschaft in der 175-cm³-Klasse und war als Mitglied der Silbervasenmannschaft erstmals bei der 34. Internationalen Sechstagefahrt (Six Days) am Start, die damals als inoffizielle Weltmeisterschaft betrachtet wurde. Ab 1960 startete er in der Trophymannschaft. Zusammen mit Günter Baumann, Peter Uhlig, Hans Weber, Horst Lohr und Bernd Uhlmann gewann er die 38. Internationale Sechstagefahrt im tschechoslowakischen Spindlermühle. Es war der erste Sieg für die DDR bei den Six Days. In den Jahren 1964, 1965, 1966, 1967 und 1969 konnte Salevsky mit dem DDR-Team weitere Siege bei den Six Days verbuchen, ab 1965 war er Mannschaftskapitän.
Salevsky war bei vielen weiteren Rennen am Start, sogar in der Wüste der USA. Er gewann 1961, 1962 und 1966 bei der Internationalen Österreichischen Alpenfahrt, 1966 bei der italienischen 3-Tage-Fahrt Valli Bergamasche und holte sich 1965 und 1968 den Teterower-Bergring-Pokal. 1968 wurde Salevsky Enduro-Europameister in der 250-cm³-Klasse.
1970 wurde Salevsky mit dem Vaterländischen Verdienstorden in Silber ausgezeichnet.
Neben dem Geländesport startete Salevsky auch bei Motocross-Rennen. Aus gesundheitlichen Gründen beendete er 1972 den aktiven Sport. Er absolvierte ein Ingenieurstudium und arbeitete weiterhin bei MZ.
Während einer Dienstreise nach Großbritannien verunglückte er am 7. März 1991 auf der Autobahn bei Brackley tödlich. Salevsky war verheiratet und hat einen Sohn und eine Tochter.
Im Schlosshof von Schloss Wildeck in Zschopau steht ein Gedenkstein für Werner Salevsky sowie zwei weitere verstorbene Mitglieder der damaligen Mannschaft, Peter Uhlig (1940–1971) und Hans Weber (1941–1969).